# 죽음의 가면
《죽음의 가면》(영어: The Masque of the Red Death)은 미국에서 제작된 로저 코먼 감독의 1964년 공포 영화이다. 빈센트 프라이스 등이 출연하였고, 로저 코먼 등이 제작에 참여하였다.

## 출연진
- 빈센트 프라이스
- 헤이즐 코트
- 제인 애셔
- 데이비드 웨스턴
- 나이절 그린
- 존 웨스트브룩
- 패트릭 매기
- 폴 휫선존스
- 로버트 브라운
- 데이비드 데이비스
- 세라 브래킷

## 기타 제작진
- 협력 제작: 조지 윌러비 (크레디트 미기재)
- 배역: G.B. 워커
- 미술: 대니얼 핼러
- 세트: 콜린 사우스콧